# Dimini
Dimini (in greco Διμήνι?) è un villaggio della Grecia  appartenente al comune di Aisonia (periferia della Tessaglia) di 2125 abitanti secondo i dati del censimento 2001.
A seguito della riforma amministrativa detta Programma Callicrate in vigore dal gennaio 2011 è ora compreso nel comune di Volos.

## Sito archeologico
L'area di Dimini conserva insediamenti neolitici e micenei: il sito neolitico di Dimini fu scoperto alla fine del XIX secolo e fu scavato per la prima volta dagli archeologi greci Christos Tsountas e Valerios Stais.
Iniziarono nel 1886 gli archeologi Lolling e Wolters scavando la tomba a tholos micenea detta Lamiospito; nel 1901 Valerios Stais scoprì un'altra tomba a tholos sulla collina dell'insediamento neolitico e operò nel sito di Dimini con Christos Tsountas dal 1901 al 1903; altri scavi furono effettuati nel 1977 sotto la direzione di Georgeos Chourmouziadis. 
Scavi nell'insediamento miceneo di Dimini furono condotti dal 1980 da Adrimi-Sismani; nel 2001 gli scavi portarono alla luce la città micenea e un palazzo che si ritiene essere l'antica Iolkos. Furono trovati anche una pietra e un frammento di vaso con iscrizioni in lineare B.
La teoria dell'"invasione" riteneva che la popolazione neolitica di Dimini fosse stata responsabile dell'annientamento violento della cultura di Sesklo verso il 5.000 a.C., considerando le due popolazioni entità culturali separate. Invece Lyritzis, comparando le ceramiche di Sesklo e di Dimini con il metodo della datazione a termoluminescenza, scoprì che gli abitanti di Dimini si stabilirono verso il 4.800 a.C., quattro secoli prima della fine della civiltà di Sesklo (ca. 4.400 a.C.), dimostrando la lunga convivenza delle due culture.
I reperti ritrovati durante gli scavi sono oggi esposti al Museo archeologico di Volo.